# رایندال
رایندال (به لاتین: Rindal) یک شهرستان در کشور نروژ است که در استان مور او رومسدال واقع شده بود.
طبق تعریف حاضر رایندال، در جنوب غربی استان تروندلاگ واقع شده‌است. این محدودهٔ شهرداری در سال ۱۸۵۸ با جدایی از شهرستان سورنادال تشکیل شده بود. در آن زمان محدودهٔ شهرداری تازه تأسیس رایندال، ۲۵۵۱ نفر جمعیت داشت. از آن زمان، این شهرداری تنها یک تغییر در مرزها داشته‌است؛ یعنی زمانی که در سال ۲۰۰۸ میلادی، منطقهٔ (فوسدال:Fossdal) با مساحتی برابر با ۸ کیلومتر مربع، در شمال غربی، به شهرداری (همنه:Hemne)در استان تروندلاگ منتقل شد.
شهرداری رایندال، از اول ژانویه ۲۰۱۹ از استان موره او رومسدال، به استان تروندلاگ،منتقل شده است.این تغییر مطابق خواستهٔ اهالی محل صورت گرفته‌است.
شهرداری رایندال، در حال حاضر، ۶۳۲ کیلومتر مربع مساحت دارد. جمعیت این شهرداری، ۲۰۲۸ نفر، برآورد می‌شود. بلندترین قله در محدودهٔ شهرداری رایندال، ۱۶۱۴ متر از سطح دریا ارتفاع داشته و (ترولهتا:Trollhetta) نامیده می‌شود.

## خصوصیات
رایندال ۶۳۱٫۸۴ کیلومترمربع مساحت و ۲٬۰۶۱ نفر جمعیت دارد.